# Saint-Martin-l'Hortier
Saint-Martin-l'Hortier è un comune francese di 257 abitanti situato nel dipartimento della Senna Marittima nella regione della Normandia.

## Società

### Evoluzione demografica
Abitanti censiti